# Pema Chödrön
Pema Chödrön (tibétain : པད་མ་ཆོས་སགྲོན, Wylie : padma chos sgron), née Deirdre Blomfield-Brown le 14 juillet 1936 à New York, est une bhikkhuni du bouddhisme tibétain, auteur et enseignante de la Lignée Shambhala fondée par Chögyam Trungpa Rinpoché.
Auteur prolifique, elle a dirigé des séminaires et des retraites méditatives en Europe, en Australie et en Amérique du Nord. Elle habite et enseigne à l'Abbaye Gampo (en), monastère situé dans la Nouvelle-Écosse, au Canada.

## Biographie
Pema Chödrön est encore très jeune  quand sa famille se déplace dans le New Jersey pour habiter une ferme dans laquelle elle passe une enfance et une adolescence heureuse et sans nuages. Elle est entourée d'un frère et d'une sœur plus âgés. La naissance de sa vie spirituelle remonte aux années où elle est pensionnaire dans un excellent lycée pour jeunes filles, qui éveilla sa curiosité intellectuelle: "Je m'en souviens comme d'une époque où je commençais à aller au plus profond des choses, à vouloir comprendre et à aller plus loin".
Pema Chödrön est diplômée de l'université de Californie. Elle travailla comme institutrice en Californie et au Nouveau-Mexique avant de devenir novice bouddhiste en 1974. 
Elle s'engage dans le bouddhisme lorsqu'elle apprend que son deuxième mari la trompe et qu'il veut la quitter[citation nécessaire]. Avant de devenir une nonne novice, Pema Chödrön a étudié le Dharma à Londres avec Chime Rinpoché pendant plusieurs années. Après qu'elle eut pris ses vœux de novices en 1974, Chime Rinpoché a conseillé Chödrön de se former avec Chögyam Trungpa Rinpoché, qui devint plus tard le lama racine de Chödrön,,.
Elle a été ordonnée bhikshuni (moniale bouddhiste, féminin du Bhikkhuni et féminin de Bhikshu) en 1981, dans la tradition tibétaine. Son principal maître fut Chögyam Trungpa, fondateur de la lignée Shambhala, responsable de nombreux abus physiques sur lui-même et sur autrui, ainsi que de dérives sectaires (emprise psychologique)[citation nécessaire]. Elle le rencontra en 1972 et elle étudia auprès de lui jusqu'à sa mort en 1987. Elle prétendra que les crimes sexuels commis par son maître faisaient partie des aléas liés à son enseignement auxquels les adeptes consentaient[citation nécessaire].
Elle est directrice de l'abbaye de Kempo, en Nouvelle-Écosse, au Canada.
Pema Chödrön publia en 2005 No Time to Lose, commentaire sur le mode de vie du Bodhisattva selon Shantideva.
Elle s'est mariée 2 fois, mère de 2 enfants et grand-mère de 3 petits-enfants. Tous vivent dans la baie de San Francisco, excepté sa petite-fille qui fréquente l'université de Naropa à Boulder, dans le Colorado.

## Ouvrages traduits en français
- 2000 : Entrer en amitié avec soi-même, Pocket
- 2002 : Les Bastions de la peur. Pratique du courage dans les moments difficiles, La Table Ronde
- 2003 : Conseils d'une amie pour des temps difficiles, Pocket
- 2004 : La Voie commence là où vous êtes : guide pour pratiquer la compassion au quotidien, Pocket
- 2007 : Dire oui à la vie, Pocket
- 2007 : Bien-être et incertitude, Pocket
- 2008 : Sur le chemin de la transformation : le tonglen, Pocket
- 2008 : Pour faire la paix en temps de guerre : un point de vue bouddhiste, Pocket
- 2010 : Vivez sans entrave : En vous Libérant de vos Vieilles Habitudes et de vos Peurs, Le Courrier du Livre
- 2011 : Il n’y a plus de temps à perdre : la Voie du Bodhisattva adaptée à notre époque, Le Courrier du Livre
- 2014 : Comment méditer, Le Courrier du Livre
- 2020 : Faire de sa vulnérabilité une force, Plon
- 2024 : Comme on vit, on meurt : Les secrets du Livre des morts tibétain, Almora